# Uzbrojenie pancerników typu Iowa

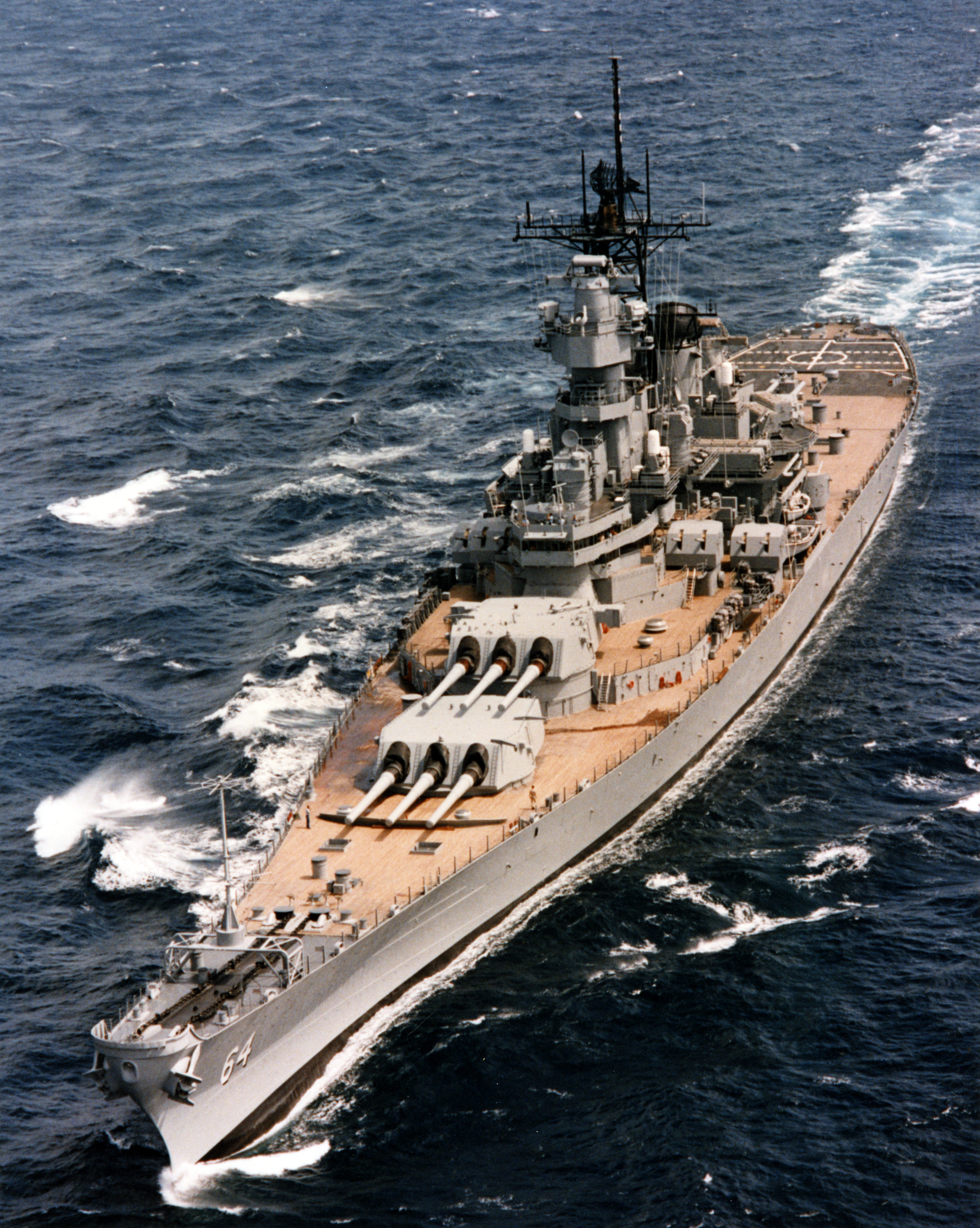
USS "Wisconsin", sfotografowany na morzu, w konfiguracji z lat 80.

Uzbrojenie pancerników typu Iowa przeszło długą ewolucję od momentu zwodowania pierwszego z okrętów typu Iowa w czerwcu 1940. Jednostki te pozostały jednymi z najciężej uzbrojonych okrętów amerykańskich. Artyleria główna kalibru 406 mm mogła razić cele oddalone o blisko 39 km pociskami różnego typu, poczynając od standardowych przeciwpancernych do taktycznych ładunków jądrowych nazywanych "Katie" (czyt. kejti od skrótu "kt" oznaczającego kilotonę). Artyleria średnia kalibru 127 mm umożliwiała rażenie celów z odległości 14 km pociskami z zapalnikami uderzeniowymi lub zbliżeniowymi i mogła być używana w charakterze artylerii przeciwlotniczej albo do atakowania mniejszych jednostek pływających. Zgodnie z zamówieniem pancerniki te były wyposażone w szeroki wachlarz przeciwlotniczego uzbrojenia artyleryjskiego kalibru 20 mm i 40 mm, które z biegiem czasu zostało stopniowo zastąpione pociskami rakietowymi Tomahawk i Harpoon, wielolufowymi systemami strzeleckimi Phalanx oraz środkami walki elektronicznej. Do momentu wycofania ostatniego z pancerników typu Iowa ze służby w 1992 roku, żaden inny okręt tej klasy w historii nie posiadał tak wielkiej ilości różnego rodzaju broni na pokładzie.

## Artyleria główna

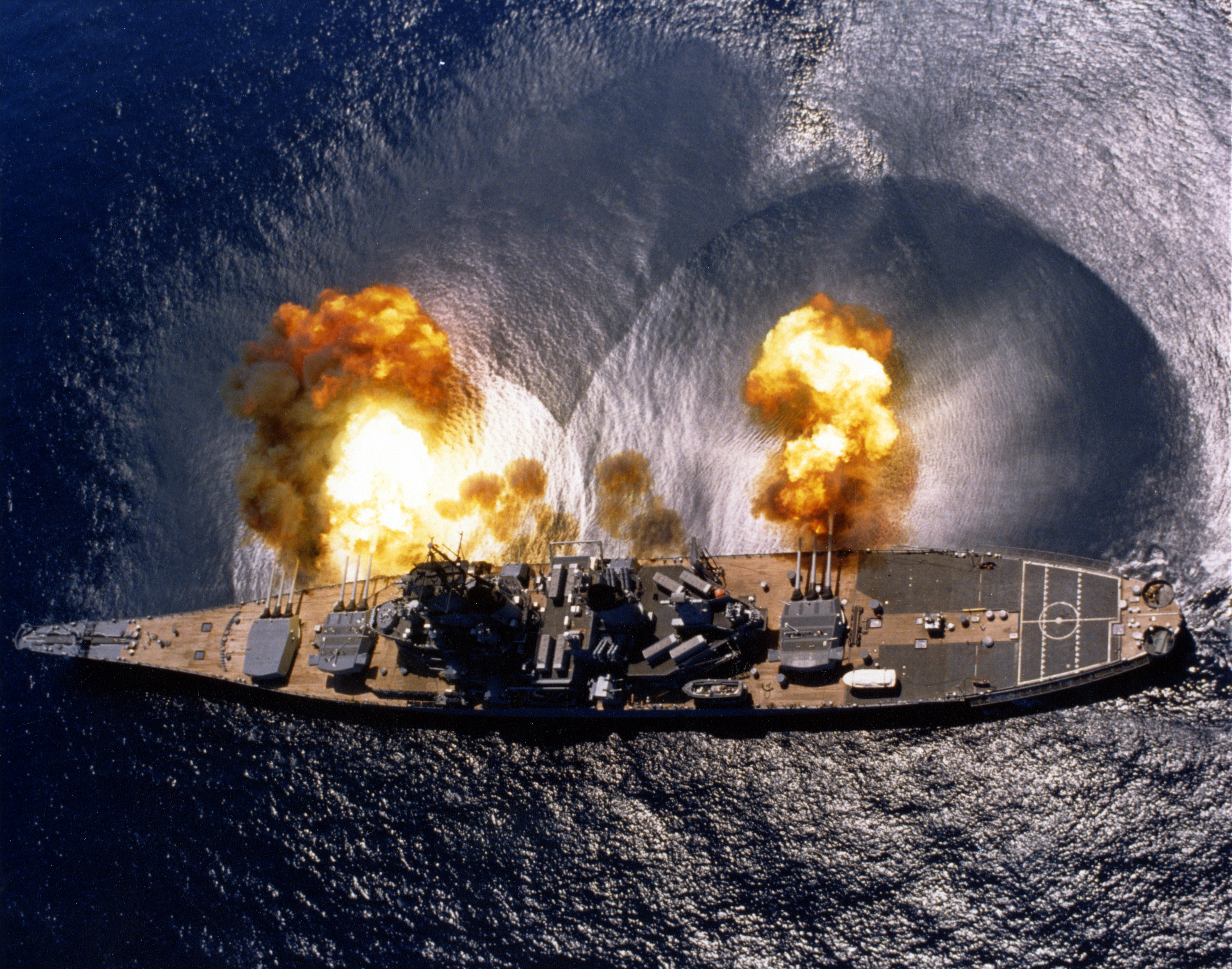
Salwa burtowa USS "Iowa" oddana ze wszystkich dziewięciu dział kalibru 406 mm i sześciu dział 127 mm podczas ćwiczeń strzelania do celu. Na wodzie widoczny efekt fali uderzeniowej po wystrzale z dział 406 mm (zależny od kąta podniesienia luf).

Przekrój wieży artylerii głównej:
1. Opancerzona osłona działa; 2. Łoże działa; 3. Pokład artyleryjski; 4. Podpora działa; 5. Winda pocisków; 6. Międzypokład; 7. Łożysko wieży; 8. Barbeta; 9. Korpus wieży (stacjonarny); 10. Maszynownia; 11. Magazyny; 12. Poziom załadunku pocisków; 13. Pomieszczenie załadunku ładunków prochowych; 14. Winda ładunków prochowych; 15. Dosyłacze; 16. Ruchomy wewnętrzny korpus wieży; 17. Pierścień dosyłania pocisków; 18. Podest załadunkowy.

Główne uzbrojenie pancerników typu Iowa stanowi dziewięć odtylcowych dział morskich Mark 7 kalibru 406 mm (16 cali) i długości luf wynoszącej 50 kalibrów zainstalowanych w trzech wieżach artyleryjskich: dwóch w części dziobowej i jednej na rufie okrętu, określanych jako konfiguracja "2-A-1". Długość luf wynosi 20 metrów (50 razy kaliber 406 mm mierzona od czoła zamka do wylotu lufy) z czego około 13 m wystaje z wieży. Każde z dział waży około 108 000 kg nie licząc zamka, lub 121 900 kg z zamkiem. Pociski działa mają masę od 850 do 1200 kg, osiągają maksymalną prędkość do 820 m/s i maksymalny zasięg do 39 km
Każde działo spoczywa wewnątrz opancerzonej wieży artyleryjskiej, osadzonej na barbecie, której jedynie górna część wystaje ponad pokład okrętu. Całkowita wysokość wieży wraz z barbetą to cztery (wieże 1 i 3) lub pięć pokładów (wieża 2). W najniższych poziomach barbety znajdują się magazyny pocisków i podajniki. Do obsługi każdej z wież potrzeba 94 ludzi. Koszt jednej wieży wynosił 1,4 miliona dolarów, ale kwota ta nie uwzględnia kosztu samych dział.
Wieże można nazwać "trójdziałowymi" a nie "potrójnymi", ponieważ wszystkie lufy są niezależne i mogą być unoszone pojedynczo. Salwy z pancernika można oddawać w dowolnej kombinacji dział, włącznie z salwą burtową wszystkich dziewięciu. Wbrew powszechnemu mitowi podczas jednoczesnego odpalenia wszystkich dział artylerii głównej okręt nie przechyla się na przeciwległy bok na tyle, aby można to było zauważyć. Każda z luf może być ustawiona pod dowolnym kątem z zakresu od −5° do +45°, przy czym prędkość ich unoszenia wynosi 12° na sekundę. Wieże mogą obracać się w zakresie około 300° z prędkością około czterech stopni na sekundę i strzelać także pod kątami większymi niż 90°, który to sposób nazywany jest niekiedy "strzelaniem przez ramię". Działa artylerii głównej nigdy nie strzelały na wprost (podczas przeprowadzonego w latach 80. remontu jednostki na pokładzie dziobowym przed wieżą artyleryjską umieszczono nadawczą antenę satelitarną). W celu odróżnienia pocisków wystrzelonych z poszczególnych pancerników typu Iowa używa się dodatkowych toreb z barwnikiem znaczącym. Pancerniki "Iowa", "New Jersey", "Missouri" i "Wisconsin" wykorzystują barwniki w kolorach odpowiednio: pomarańczowym, niebieskim, czerwonym i zielonym. Wewnątrz każdej wieży na ścianie jest namalowany czerwony pas oznaczający granicę, do której cofa się lufa działa po oddaniu strzału, co ułatwia obsłudze zachowanie bezpiecznej odległości.
Po wprowadzeniu okrętu do służby podczas II wojny światowej żywotność luf wynosiła około 290 strzałów, co było spowodowane głównie niszczącym (korozyjnym) działaniem nitrocelulozy (NC), materiału pędnego pocisków. Po zakończeniu wojny United States Navy zaczęła wykorzystywać proch bezdymny produkowany na bazie difenyloaminy (SPD), którego temperatura spalania była niższa, co pozwoliło na wydłużenie żywotności luf do około 350 strzałów. Dalsze zwiększenie ich żywotności uzyskano dodając do ładunków prochowych dwutlenek tytanu i wosk nazywany "szwedzkim dodatkiem". Pierwszym okrętem na którym wykorzystano tę mieszankę był "New Jersey", podczas misji bojowej u wybrzeży Wietnamu, później weszły one na wyposażenie pozostałych jednostek typu Iowa po ich reaktywowaniu w latach 80. Kolejnym zabiegiem zwiększającym żywotność luf było zastosowanie poliuretanowych koszulek na worki z materiałem pędnym, których zadaniem była redukcja niszczącego wpływu gazów prochowych podczas strzelania.
Powyższe zabiegi wydłużyły żywotność luf na tyle, że określanie ich stanu na podstawie współczynnika zużycia gazami prochowymi ESR (Equivalent Service Rounds) przestało być adekwatne. W zamian zaczęto stosować współczynnik FER (Fatigue Equivalent Rounds) mówiący o mechanicznym zużywaniu luf pociskami (ograniczona liczba cykli mechanicznych).

### Systemy kontroli ognia
Podobnie jak większość amerykańskich pancerników z okresu II wojny światowej, pancerniki typu Iowa wyposażone były w przelicznik artyleryjski Mark I Fire Control Computer przeznaczony do ciągłego namierzania i śledzenia celów nawodnych, lądowych i powietrznych. Ten prosty komputer analogowy pomagał w kierowaniu ogniem z uwzględnieniem wielu czynników takich jak prędkość celu, jego kurs, czas lotu wystrzelonych pocisków i wpływ oporu powietrza na ich trajektorię. W miarę rozwoju techniki do tego dość prostego urządzenia można było wprowadzać dane z opracowanego w latach 40. radaru, co w znacznym stopniu poprawiło skuteczność ataku zarówno celów nawodnych jak i naziemnych. Użycie radaru umożliwiło prowadzenie skutecznego ognia przy złej widoczności czy w nocy, a nowe możliwości zostały wykorzystane w spektakularny sposób, kiedy w listopadzie 1942 w bitwie z siłami japońskimi USS "Washington" skutecznie ostrzelał w nocy z odległości 7 km japoński krążownik liniowy "Kirishima". Trafiony 9 pociskami 406 mm okręt japoński stanął w płomieniach i został ostatecznie zatopiony przez własną załogę.
Użycie radaru dało okrętom wojennym US Navy znaczą przewagę nad okrętami przeciwnika, jako że Japończykom do końca wojny nie udało się w praktyczny sposób dopracować systemów automatycznego kierowania ogniem z wykorzystaniem radaru w takim samym stopniu jak Amerykanom.
Po zakończeniu wojny, w miarę doskonalenia techniki wojskowej, pancerniki Iowa otrzymywały nowe modele komputerów balistycznych, pozwalające im na zwiększanie celności i skuteczności prowadzenia ognia. W latach 80. każda wieża była wyposażona w radar DR-810, który wyliczał prędkość wylotową każdego pocisku. DR-810 używany równolegle z systemem kierowania ogniem Mark 160 pozwolił na osiągnięcie dużej skuteczności ognia dla okrętowych dział tego kalibru.

### Amunicja

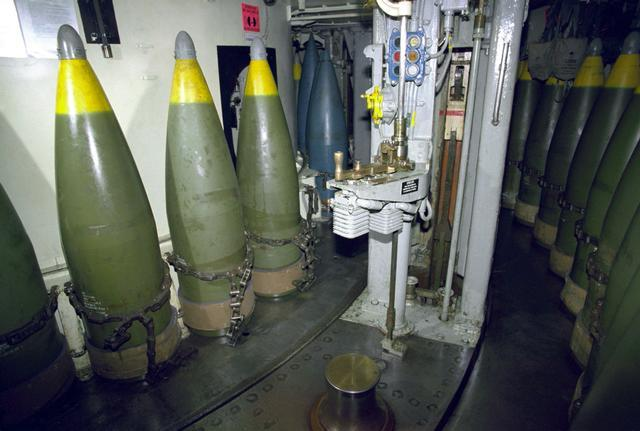
16-calowe pociski artylerii głównej

Działa dużego kalibru zostały zaprojektowane do strzelania dwoma rodzajami pocisków: przeciwpancernymi – do zwalczania opancerzonych okrętów i umocnień, takich jak bunkry czy stanowiska artylerii nadbrzeżnej, oraz burzącymi – do atakowania nieopancerzonych celów i bombardowania wybrzeża.
Pocisk Mk. 8 APC (Armor-Piercing, Capped, przeciwpancerny z czepcem) ważył 1225 kg i został zaprojektowany do przebijania wykonanych z utwardzonej stali pancerzy wrogich pancerników. Z odległości 18 km pocisk Mk. 8 mógł przebić 500 mm stalową płytę pancerną lub 6400 mm zbrojonego betonu. Do ostrzału nieopancerzonych celów i wybrzeża stosowany był ważący 862 kg pocisk Mk. 13 HC (High Capacity, wysokiej pojemności – termin odnoszący się do dużego ładunku wybuchowego przenoszonego przez pocisk), którego eksplozja przy uderzeniu w ziemię tworzyła krater o średnicy 15 m i głębokości 6 m. Siła wybuchu pocisku Mk. 13 była w stanie pozbawić drzewa liści w promieniu 360 m od miejsca detonacji.
Ostatnim typem amunicji opracowanym dla pancerników typu Iowa były pociski nazywane "Katie". Zaprojektowano je zgodnie z doktryną Mutual Assured Destruction, którą obmyślono w Stanach Zjednoczonych na początku zimnej wojny. W ramach pewnego rodzaju współzawodnictwa z USAF i US Army, które posiadały w swym arsenale broń jądrową w postaci bomb i pocisków przeznaczonych do wykorzystania na polu walki, także US Navy rozpoczęła ściśle tajny program, którego celem było opracowanie morskiego pocisku jądrowego Mk. 23 o przewidywanej mocy od 15 do 20 kiloton. Pociski te opracowano z przeznaczeniem do wystrzeliwania z najlepszych ówcześnie dostępnych dział morskich, które znajdowały się na wyposażeniu czterech okrętów typu Iowa. Program opracowania pocisków rozpoczęto około 1953 roku i dość szybko, bo już w 1956, zakończono. Do tej pory dokładny czas wprowadzenia ich na uzbrojenie okrętów typu Iowa nie jest znany ze względu na stanowisko US Navy, która nigdy nie zaprzeczyła ani nie potwierdziła, że broń nuklearna znajdowała się na jej okrętach. W 1991 roku Stany Zjednoczone, wykazując jednostronną inicjatywę, wycofały ze swego arsenału artyleryjskie pociski jądrowe, a rok później uczyniła to także Rosja. Łącznie z terenu Europy wycofano około 1300 sztuk amerykańskich pocisków artyleryjskich z ładunkiem nuklearnym i zgodnie z raportami ostatni z nich zniszczono do 2003.

## Artyleria średnia

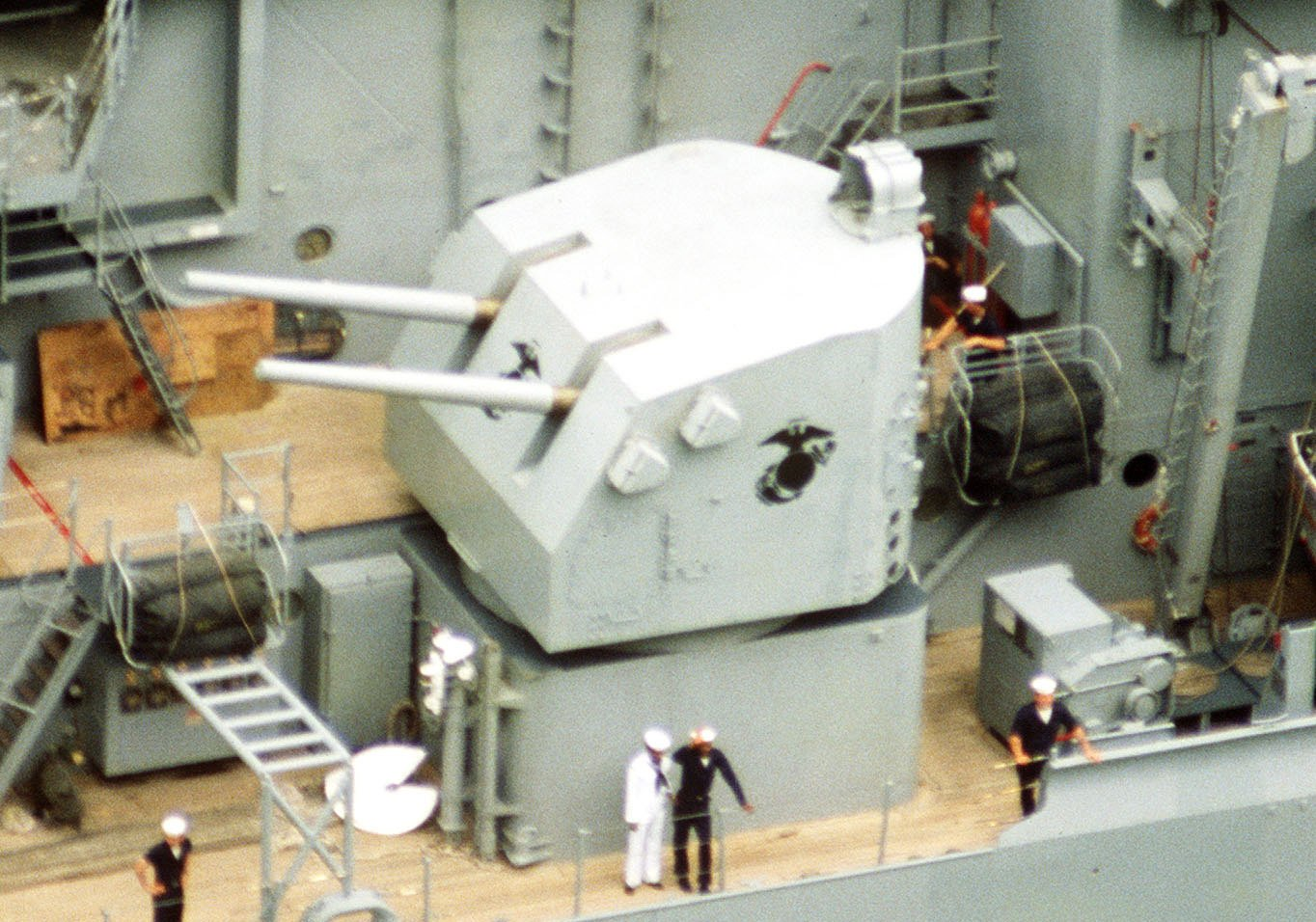
Stanowisko dział kalibru 127 mm ozdobione logo Korpusu Piechoty Morskiej na pokładzie pancernika USS "New Jersey"

Artyleria średnia okrętu składa się z dział kalibru 127 mm i długości lufy 38 kalibrów ulokowanych w wieżach dwudziałowych. Działa te wprowadzono do uzbrojenia marynarki USA z myślą o niszczycielach, ale w czasie II wojny światowej zostały zainstalowane na prawie każdym większym okręcie amerykańskim. Początkowo artyleria średnia miała stanowić część obrony przeciwlotniczej, ale gdy samoloty stały się szybsze, ich efektywność w tej roli spadła. Użyteczność tego uzbrojenia zwiększyła się ponownie pod koniec wojny w wyniku wprowadzenia systemu kontroli ognia Mark 37 i nowych zapalników zbliżeniowych, które nie wymagały bezpośredniego trafienia pocisku w cel. Od czasów wojny koreańskiej w związku z rozwojem samolotów odrzutowych zadania dział artylerii średniej ograniczono do bombardowania umocnień brzegowych i obrony wybrzeża. Do czasu modernizacji okrętu w latach osiemdziesiątych było dziesięć dwudziałowych stanowisk artylerii średniej, po pięć z każdej strony okrętu. Podczas modernizacji usunięto po dwa skrajne stanowiska z każdej strony okrętu, zostawiając jedynie sześć wież, a wygospodarowane w ten sposób miejsce wykorzystano do zainstalowania wyrzutni pocisków rakietowych.
Cena każdego działa wyniosła około 100 tysięcy USD, nie licząc kosztów wieży. Waga dział bez zamka wynosiła 1810 kg, a na każde z nich przypadało po 450 sztuk amunicji. Działa kalibru 127 mm pancernika Iowa miały zasięg efektywny 14 km. Ich szybkostrzelność zależała od stopnia wytrenowania obsługi, liczącej do 13 osób, przy czym doświadczona obsługa była w stanie wystrzelić od 16 do 23 pocisków na minutę.

## Artyleria przeciwlotnicza
Ze względu na to, że pancerniki typu Iowa zostały zaprojektowane jako okręty osłaniające dla flot amerykańskich lotniskowców, wyposażono je w silnie rozwinięte uzbrojenie przeciwlotnicze, które miało zwalczać zagrożenie ze strony japońskich samolotów.

### Armaty Oerlikon 20mm

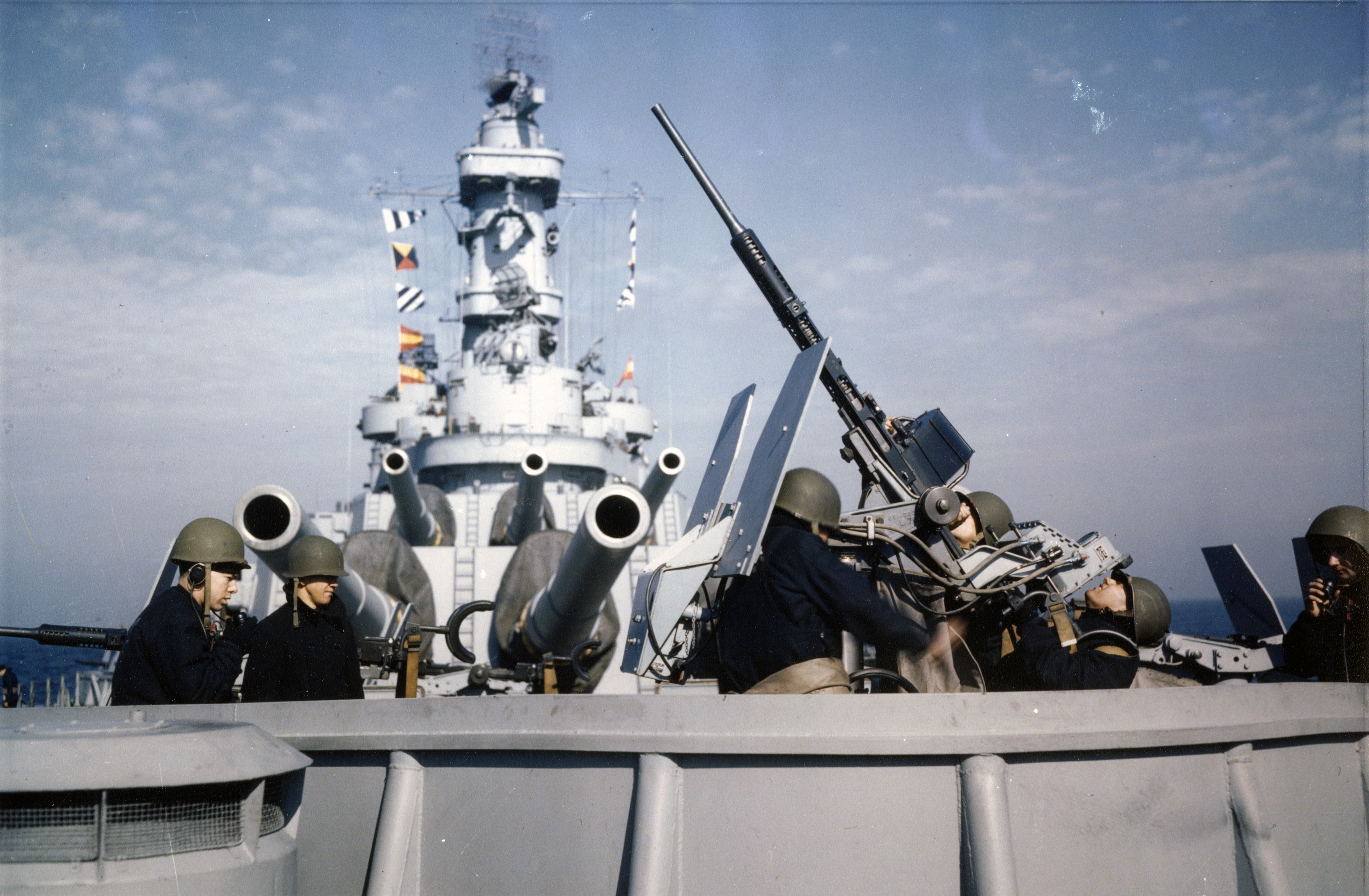
Armata przeciwlotnicza Oerlikon 20 mm na pokładzie pancernika USS "Iowa"

Dwudziestomilimetrowe przeciwlotnicze działko automatyczne Oerlikona było jednym z najczęściej produkowanych typów uzbrojenia przeciwlotniczego okresu II wojny światowej. Same Stany Zjednoczone zbudowały 124 735 jednostek tej broni. W momencie ich wprowadzenia do uzbrojenia w 1941 zastąpiły karabiny maszynowe M2 Browning kalibru 12,7 mm w stosunku 1 do 1. Działka Oerlikona pozostawały główną bronią przeciwlotniczą US Navy do momentu wejścia do służby 40 mm dział Boforsa w 1943.
Działka te były chłodzone powietrzem i miały automatykę działającą na zasadzie odrzutu zamka swobodnego. W przeciwieństwie do innych dział automatycznych budowanych podczas II wojny światowej odrzut lufy armaty Oerlikona nie napędzał automatyki broni, a zamek nie był ryglowany w żaden sposób. Podczas strzału zamek poruszał się do przodu i zanim ruch ten się zakończył następowało odpalenie naboju. Energia poruszającego się do przodu zamka w znacznej mierze równoważyła energię odrzutu, dzięki czemu masa układu zamka mogła być stosunkowo niewielka, a stosowanie hamulców wylotowych stawało się niecelowe. Względnie mały odrzut przenoszący się na podstawę broni powodował znacznie mniejsze drgania i znacząco wpływał na jego celność. Wadą rozwiązania Oerlikona była konieczność smarowania łusek amunicji w celu zmniejszenia jej oporów podczas strzału przy odrzucie.
Pomiędzy grudniem 1941 i wrześniem 1944 32% wszystkich zestrzelonych japońskich samolotów zostało zniszczonych przy pomocy tej broni, a w drugiej połowie 1942 roku wskaźnik ten wynosił 48,3%. W 1943 został przedstawiony rewolucyjny na tamte czasy, znacznie podnoszący efektywność działek Oerlikon, celownik żyroskopowy Mark 14 opracowany przez dr. Charlesa Drapera z Massachusetts Institute of Technology. Mimo to działka Oerlikon kalibru 20 mm okazały się nieefektywne w walce z japońskimi kamikaze, atakującymi flotę amerykańską w drugiej połowie II wojny światowej. Z biegiem czasu uzbrojenie to było sukcesywnie zastępowane przez 40 mm działa przeciwlotnicze Boforsa.

### 40 mm armaty przeciwlotnicze Boforsa

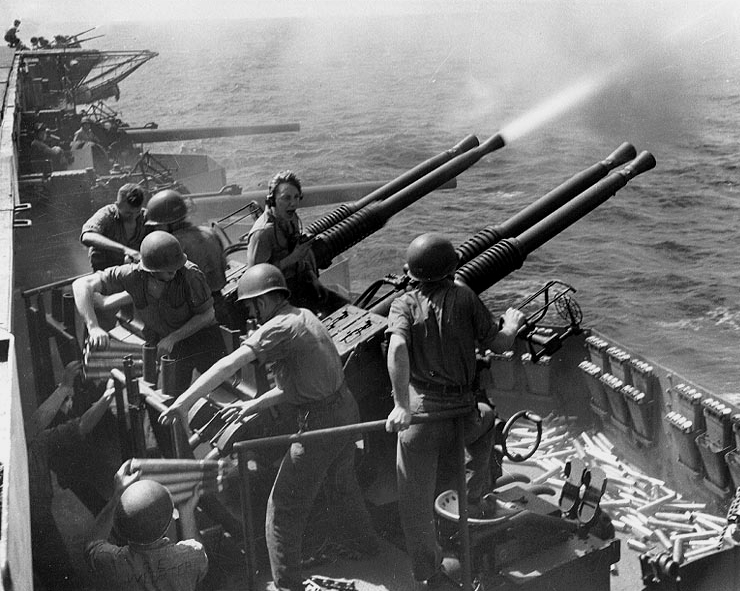
40 mm armaty przeciwlotnicze Boforsa zamontowane na poczwórnych podstawach Mk 12 strzelające z pokładu USS "Hornet" w czasie II wojny światowej

Uznawane za najlepszą lekką broń przeciwlotniczą II wojny światowej działa Bofors 40 mm /56 były używane przez prawie każdy większy okręt USA i Wielkiej Brytanii podczas II wojny światowej w latach 1943-45.
Pomimo pochodzenia od niemieckich i szwedzkich projektów, podstawy, na których montowano Boforsy na okrętach United States Navy podczas wojny, były mocno "zamerykanizowane", aby sprowadzić je do standardów określonych dla nich przez US Navy. To spowodowało powstanie zespołów armat doprowadzonych do angielskich standardów (znanych obecnie jako system standardowy) z wymienną amunicją, co uprościło sytuację logistyczną II wojny światowej. Gdy połączono Boforsa z hydraulicznym napędem, w celu obniżenia zanieczyszczenia solą, i dodano system naprowadzania Mark 51 dla zwiększenia celności, armata ta stała się przerażającym przeciwnikiem, mając na koncie około połowę wszystkich japońskich samolotów zestrzelonych między 1 października 1944 a 1 lutego 1945.
Kiedy pancerniki typu Iowa zostały zwodowane w 1943 i 44, miały zamontowane dwanaście zestawów czterodziałowych kalibru 40 mm, których przeznaczeniem było zwalczanie wrogiego lotnictwa. Okazały się szczególnie skuteczne w walkach na Pacyfiku. Pozostawały na uzbrojeniu pancerników "Iowa", "Missouri" i "Wisconsin" od momentu wejścia do służby do reaktywacji w latach 80. XX wieku.
Na wszystkich pancernikach, poddanych modernizacji w latach 80., kierowane ręcznie zestawy Boforsa zostały usunięte z powodu ich nieefektywności w zwalczaniu nowoczesnych odrzutowców i pocisków rakietowych nieprzyjaciela. Jako współczesny zamiennik dla Boforsów zastosowano amerykański zestaw Phalanx.

### Phalanx CIWS

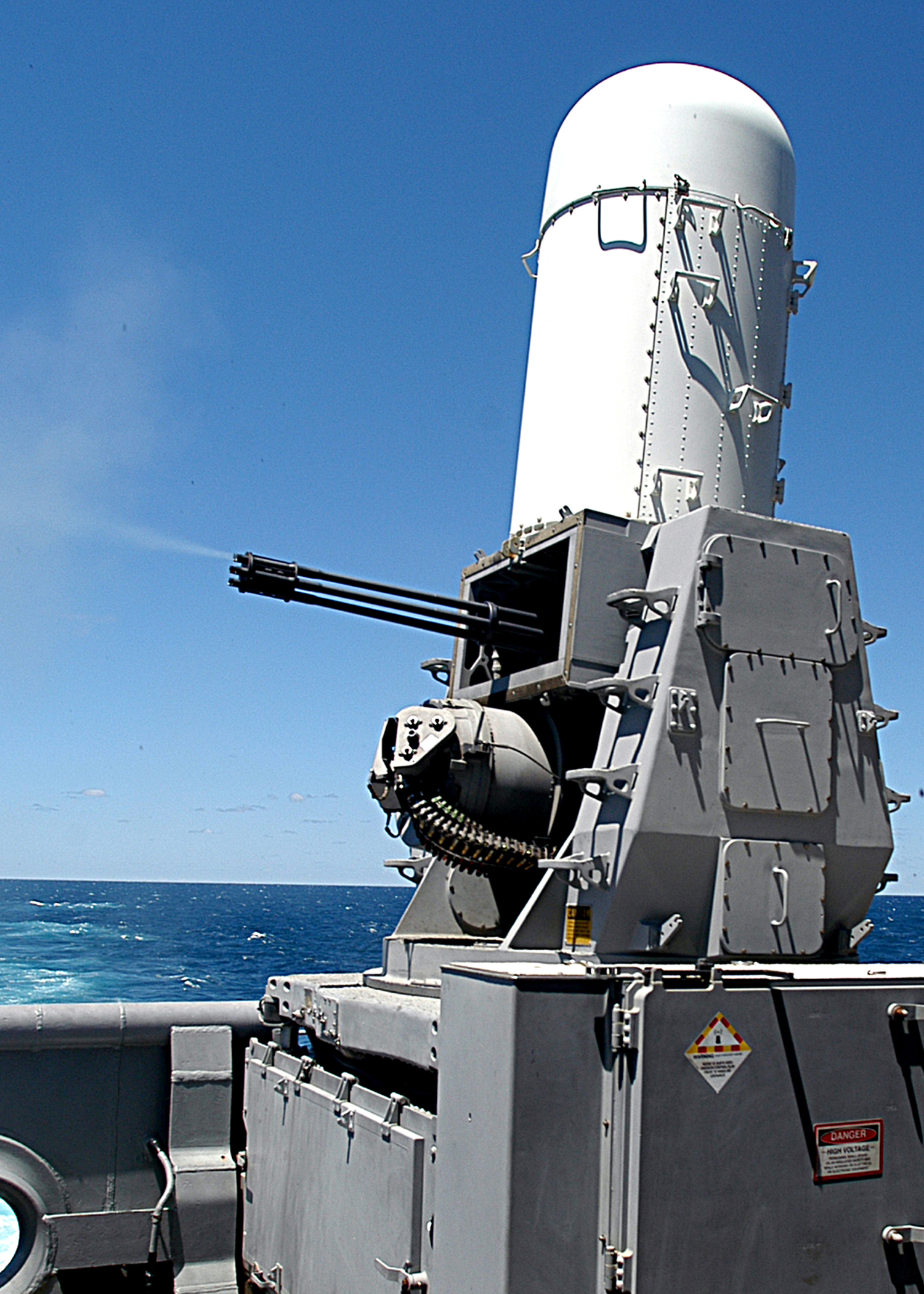
System Phalanx CIWS zamontowany na okręcie desantowym USS "Kearsarge"

Podczas modernizacji przeprowadzonej na początku lat 80. każdy z pancerników typu Iowa został wyposażony w cztery zestawy Phalanx CIWS, po dwa zainstalowane za mostkiem i pomiędzy kominami okrętu. "Iowa", "New Jersey" i "Missouri" zostały wyposażone w broń w standardzie Block 0, natomiast "Wisconsin" otrzymał w 1988 pierwsze stanowisko dopuszczone do działań operacyjnych w standardzie Block 1.
Zaprojektowane jako ostatnia linia obrony przed przeciwokrętowymi pociskami rakietowymi, Phalanx Close in Weapon System (CIWS, wymawiany "si-łiz") jest przeciwlotniczą/przeciwrakietową armatą automatyczną systemu Gatlinga. Ze względu na charakterystyczny wygląd został przezwany "R2-D2", przez podobieństwo do robota R2-D2 ze świata Gwiezdnych Wojen. Zaprojektowany na początku lat 70. przez General Dynamics i produkowany do chwili obecnej (2007) przez koncern Raytheon, zestaw Phalanx CIWS został zbudowany w oparciu o 20 mm działko M61 Vulcan, a jego zadaniem jest niszczenie wrogich pocisków rakietowych i samolotów, które uniknęły trafienia przeciwrakietami lub pociskami przeciwlotniczymi.
Phalanx strzela, korzystając z namiarów radaru poszukującego i śledzącego cel i może razić nadlatujące obiekty z odległości 1 – 1,5 mili morskiej. Gdy cel znajdzie się w zasięgu, armata fizycznie przesuwa się śledząc cel i jednocześnie określa na podstawie kilku zaprogramowanych kryteriów jego prawdopodobne zamiary. W zależności od kryteriów, które spełnił cel, Phalanx może automatycznie zaatakować nadlatujący obiekt, jeśli ocenił go jako wrogi lub zalecić operatorowi przejęcie kontroli nad systemem.
System Phalanx był używany na pancernikach "Missouri" i "Wisconsin" podczas wojny w Zatoce w 1991 roku, a sam "Wisconsin" wystrzelił 5200 20 mm pocisków. Działający na tym samym obszarze "Missouri" został pomyłkowo ostrzelany podczas incydentu, w którym fregata rakietowa typu Oliver Hazard Perry USS "Jarret" (FFG-33) pomyliła zakłócające systemy radiolokacyjne paski folii wystrzelone przez ten pancernik z wrogim celem i otworzyła ogień. Pociski trafiły w gródź nad słynnym pokładem, na którym podpisana została kapitulacja Japonii kończąca II wojnę światową. Większość pocisków odbiła się od pancerza, jeden trafił w przedni komin i przebił go na wylot, a inny przebił gródź, zatrzymując się w wewnętrznym korytarzu okrętu.

## Pociski rakietowe
Podczas modernizacji w latach 80. do uzbrojenia pancerników zostały dodane trzy nowe typy uzbrojenia. Pierwszym był zestaw CIWS (przeciwrakietowy i przeciwlotniczy) omówiony powyżej, a pozostałe dwa to zestawy rakietowe używane zarówno przeciw celom lądowym jak i morskim. Zastanawiano się także nad umieszczeniem na pokładzie zestawów typu Sea Sparrow, ale nie zdecydowano się na ten krok prawdopodobnie ze względu na niską wytrzymałość pocisków na olbrzymie ciśnienia wywoływane przez strzelające działa artylerii głównej.

### Zestaw rakietowy z pociskami typu Tomahawk

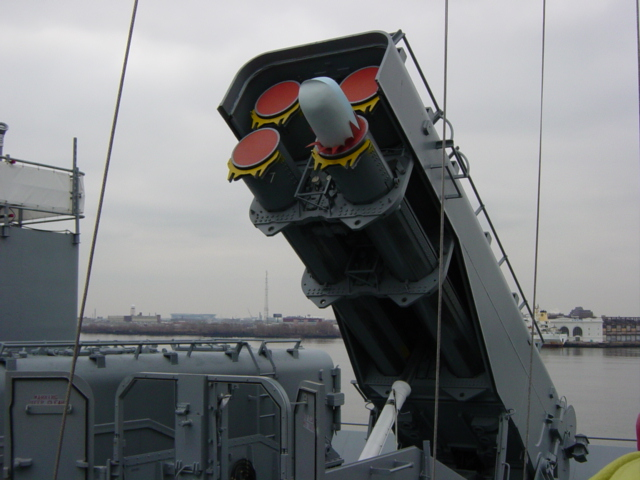
Kontener startowy MK-143 Armored Box Launcher na pokładzie pancernika USS "New Jersey"

Pociski rakietowe BGM-109 Tomahawk Land Attack Missile (TLAM) zostały opracowane w latach 70. i weszły na uzbrojenie Stanów Zjednoczonych w 1983 roku. Zaprojektowany jako poddźwiękowy, dalekiego zasięgu, zdolny do działania w każdych warunkach pogodowych pocisk manewrujący, był przeznaczony do rażenia celów na znacznie większym dystansie, niż działa artylerii głównej pancerników typu Iowa. Po zainstalowaniu w latach 80. Tomahawków na pokładach pancerników, stały się one bronią o największym zasięgu z przenoszonej przez te okręty.
Ze względu na typową dla tych pancerników konstrukcję z 1938 roku wyrzutnie pocisków Tomahawk nie mogły zostać zainstalowane na okrętach typu Iowa bez ich przebudowy. Aby pomieścić wyrzutnie, magazyny pocisków i oprzyrządowanie niezbędne do ich przechowywania i wystrzeliwania, na każdym z okrętów usunięto uzbrojenie przeciwlotnicze, po cztery stanowiska armat 127 mm artylerii średniej, a w części rufowej i na śródokręciu wygospodarowano miejsce na magazyny pocisków. Zbudowano również dwie platformy, jedną umiejscowioną między pierwszym i drugim kominem, a kolejną za drugim kominem, na których zamontowano kontenery startowe MK-143 Armored Box Launcher. Każdy kontener mieści cztery pociski, a każdy z pancerników został wyposażony w osiem takich kontenerów, co daje łącznie do 32 pocisków Tomahawk na pokładzie każdego z pancerników typu Iowa.
Pancerniki typu Iowa mogą przenosić trzy podstawowe rodzaje pocisków Toamhawk: wersja przeciwokrętowa (TASM od Tomahawk Anti-Ship Missile), wersja z głowicą konwencjonalną do atakowania celów naziemnych (TLAM-C – Tomahawk Land-Attack Missile-Conventional) oraz wersja do atakowania celów naziemnych z głowicą nuklearną (TLAM-N od Tomahawk Land-Attack Missile-Nuclear). Każda z odmian ma podobny wygląd zewnętrzny i wykorzystuje taki sam kadłub oraz wyrzutnię. Wersja konwencjonalna Tomahawka może zostać wyposażona w głowicę o wadze 453 kg, natomiast wersja nuklearna przenosi głowicę W80 o mocy 200 kt.
Tomahawk w wersji TLAM jest wyposażony w pakiet naprowadzający z bezwładnościowym systemem nawigacyjnym i radarem rozpoznającym ukształtowanie terenu (TERCOM od TERrain COntour Matching), którego zadaniem jest naprowadzenie pocisku na cel i jego zniszczenie. Radar TERCOM wykorzystuje zaprogramowaną mapę do porównania z terenem, nad którym znajduje się wystrzelony pocisk, do określania swojej pozycji. Jeśli jest to wymagane, komputer pokładowy rakiety dokonuje korekty kursu, by umieścić ją na odpowiednim kursie do żądanego celu. W końcowej fazie lotu naprowadzanie przejmuje cyfrowy system optycznego porównywania terenu (Digital Scene Matching Area Correlation, DSMAC), który porównuje aktualny obraz celu z zachowanym w pamięci komputera pokładowego.
Masa startowa pocisku Tomahawk wynosi 1202 kg, nie licząc ważącego 250 kg silnika startowego na paliwo stałe. Prędkość marszowa Tomahawka wynosi 0,5 macha, a prędkość ataku 0,75 macha. Wersja przeciwokrętowa ma zasięg operacyjny 250 mil morskich oraz maksymalny 470 nm, wersja konwencjonalna 675 nm, a nuklearna 1500 nm.
Podczas wojny w Zatoce Perskiej USS "Missouri" i USS "Wisconsin" używały podczas operacji Pustynna Burza wyrzutni ABL do wystrzeliwania Tomahawków na irackie cele. "Wisconsin" służył jako koordynator ataków naziemnych (pociski TLAM), kierując serią uderzeń, które rozpoczęły operację Pustynna Burza i wystrzeliwując w sumie 24 własne Tomahawki podczas dwóch pierwszych dni kampanii.

### Przeciwokrętowy pocisk rakietowy Harpoon

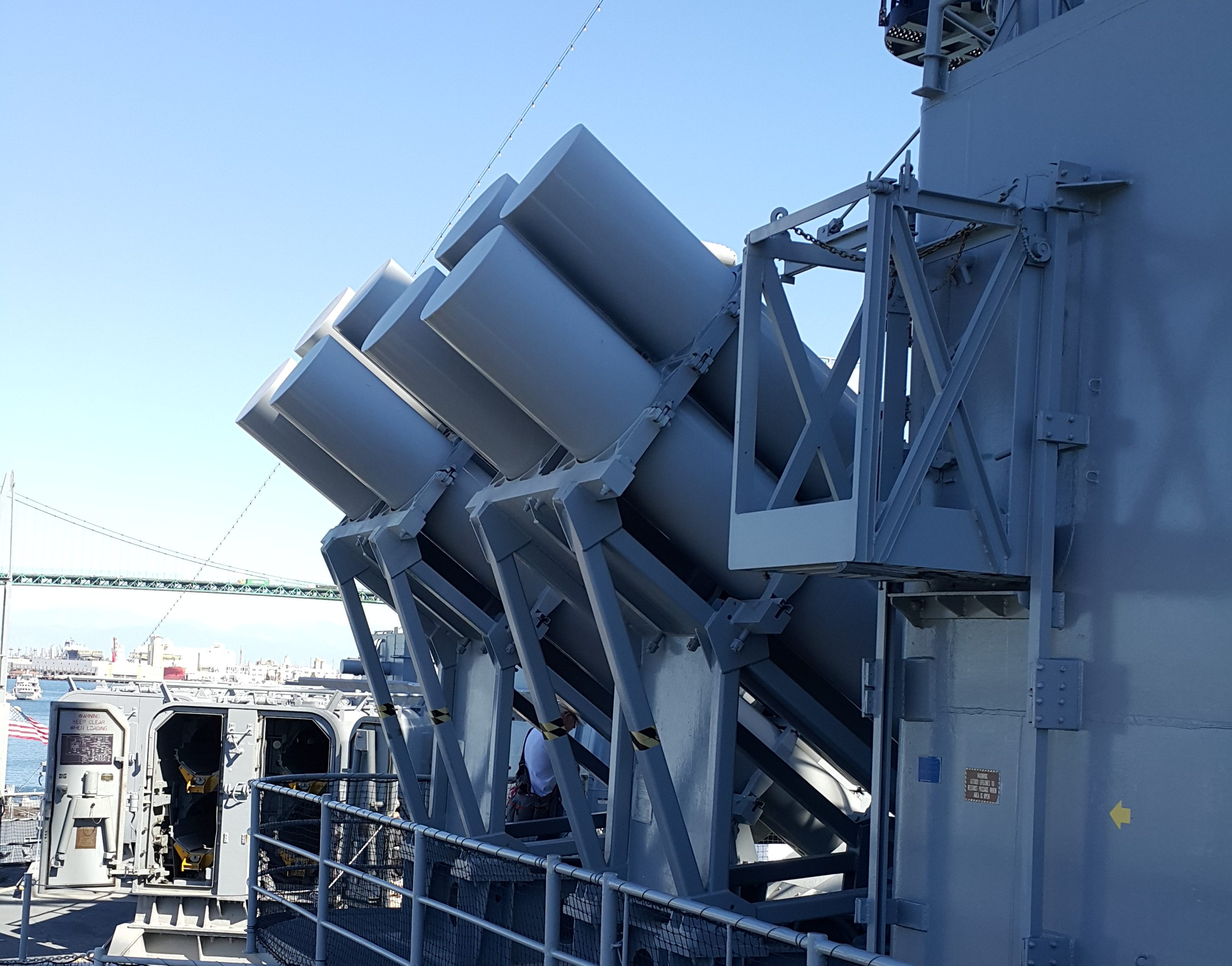
Czterokontenerowe wyrzutnie Mk 141 na pokładzie USS "Iowa". W tle – wyrzutnia Mk 143.

Do ochrony przed wrogimi okrętami pancerniki typu Iowa zostały wyposażone w system rakietowy Harpoon Weapons System. Zawiera on czterokontenerowe wzmocnione wyrzutnie Mk 141, przeznaczone dla przeciwokrętowych kierowanych pocisków rakietowych Boeing RGM-84 Harpoon. Na pokładzie znajdują się cztery wyrzutnie zainstalowane parami po obu stronach komina okrętu. Masa startowa pocisku to 694 kg, wraz z silnikiem startowym o masie 164 kg. Zasięg Harpoona przy prędkości marszowej wynoszącej 0,87 Mach to 64 mil morskich w trybie RBL (Range and Bearing Launch), który polega na załączeniu radaru pokładowego pocisku w możliwie najmniejszej odległości od celu, albo 85 mil morskich w trybie BOL (Bearing Only Launch) z włączonym radarem przeszukującym przestrzeń o kącie 45° po obu stronach trajektorii pocisku.
Podczas wystrzeliwania pocisków Harpoon z pokładu pancerników typu Iowa, rakietowy silnik startowy rozpędza pocisk na dystansie 8 km, a później zostaje odrzucony. Następnie załącza się turboodrzutowy silnik marszowy, napędzający pocisk przez resztę drogi. Stabilizatory i powierzchnie sterujące pozostają w stanie złożonym podczas przechowywania pocisku w kontenerze i przy pomocy sprężyn rozkładają się po jego starcie. Sterowanie pociskiem Harpoon odbywa się za pomocą systemu naprowadzania AN/SWG-1 Harpoon Fire Control System.
Pancerniki posiadają w uzbrojeniu pociski Harpoon wersji RGM/UGM-84, przeznaczone do wystrzeliwania z okrętów nawodnych. Odmiana ta wykorzystuje silnik startowy A/B44G-2 lub -3 na paliwo stałe, odrzucany po wypaleniu. Maksymalny zasięg pocisku to 140 km (75 mil morskich).
Po wystrzeleniu pocisk jest naprowadzany w kierunku celu przy pomocy systemu ATA (Attitude Reference Assembly) na podstawie współrzędnych zaprogramowanych w sekcji naprowadzającej AN/DSQ-44. System ATA zapewnia mniejszą dokładność niż bezwładnościowy, ale wystarczającą dla tak dużych zasięgów. Do stabilizacji pocisku AGM-84A Harpoon zainstalowano krzyżowo komplet czterech stateczników i tak samo zamocowanych czterech powierzchni sterowych. Pocisk zmierzając w kierunku celu obniża pułap do bardzo niskiego w zadanej odległości przed spodziewaną pozycją celu, a wewnętrzny radar przeszukujący AN/DSQ-28, pracujący w paśmie J, załącza się, aby go namierzyć. Odległość od celu, w jakiej załącza się radar, może być ustawiana w zależności od tego, z jaką dokładnością są znane współrzędne celu oraz aby zmniejszyć szanse użycia przez przeciwnika środków przeciwdziałania elektronicznego (ECM).
Innym sposobem wystrzeliwania Harpoonów jest tryb BOL, gdy jest ona odpalana z grubsza w kierunku celu, a radar wewnętrzny pocisku załącza się od razu, przeszukując powierzchnię morza pod kątem +/- 45° wobec kierunku lotu. W momencie namierzenia celu pocisk RGM-84A wzbija się na pułap około 1800 m, a następnie rozpoczyna nurkowanie w jego kierunku. Manewr ten nazywa się pop-up. Odłamkowo-burząca głowica bojowa WDU-18/B o masie 221 kg detonuje, uruchomiona przez zapalnik uderzeniowy o opóźnionym działaniu. W przypadku gdy podczas lotu pocisku żaden cel nie zostanie uchwycony, Harpoon ulega samodestrukcji.